# Dirophanes anoukae
Dirophanes anoukae är en stekelart som beskrevs av Hower 2006. Dirophanes anoukae ingår i släktet Dirophanes och familjen brokparasitsteklar. Inga underarter finns listade i Catalogue of Life.